# Vladimír Golab
Vladimír Golab (* 8. listopadu 1951) byl slovenský a československý politik a bezpartijní poslanec Sněmovny národů Federálního shromáždění za normalizace.

## Biografie
K roku 1986 se profesně uvádí jako mistr.
Ve volbách roku 1986 zasedl do slovenské části Sněmovny národů (volební obvod č. 144 – Krompachy, Východoslovenský kraj). Ve Federálním shromáždění setrval do konce funkčního období, tedy do svobodných voleb roku 1990. Netýkal se ho proces kooptací do Federálního shromáždění po sametové revoluci.